# 中島浩司 (サッカー選手)
中島 浩司（なかじま こうじ、1977年8月20日 - ）は、日本の実業家、元サッカー選手。大阪府堺市南区赤坂台出身。仙台育英学園高等学校卒業。
株式会社ベアフット　執行役員スポーツ事業アドバイザー。

## 来歴
実兄の影響で小学5年生から地元赤坂台JSCでサッカーを始め、赤坂台中学時代は一学年下の岡山一成らとプレーした。高校時代は仙台育英高校へ越境入学、高校3年時に東北代表として高円宮杯出場。
1996年、当時JFLのブランメル仙台（現ベガルタ仙台）に入団。同期に千葉直樹などがいる。チームは1999年から始まったJ2に加盟、中島は背番号10番を背負った時期もあったが、その後出場機会が激減。2002年限りで戦力外通告を受けた。
Jリーグ合同トライアウトを経て、2003年からジェフユナイテッド市原（現ジェフユナイテッド市原・千葉）へ完全移籍した。イビチャ・オシム監督に評価され、本職はボランチの他リベロなどユーティリティープレイヤーとして起用され、中盤やイリアン・ストヤノフのバックアッパーとして多くの出場機会を得た。2005年および2006年のナビスコカップ連覇に貢献する。2008年途中にアレックス・ミラーが新監督に就任すると出場機会が激減、同年オフに戦力外通告を受ける。
リベロおよび中盤ができる器用さを評価され、2009年よりサンフレッチェ広島へ完全移籍。再びチームメイトとなったストヤノフのブルガリア代表招集による欠場と怪我および森崎和幸の長期離脱に伴いレギュラーに定着、チームに負傷者が続出する中でチームを支え続けた中島をミハイロ・ペトロヴィッチ監督は「ゴールドマン」と評した。2010年にはキャリア最多となるリーグ30試合出場、翌2010年AFCチャンピオンズリーグ2010も含めた過密日程の中でも試合出場を重ね、チームを支えた。森保一監督以降は貴重なバックアッパーとして2012・2013年のJリーグ連覇に貢献、2013年限りで現役を引退。連覇を決めた最終節の鹿島アントラーズ戦では後半48分に途中出場し、引退に華を添えた。
2014年、イベントプランナーの奥大地と共に、広島にてスポーツ関連のイベントプロデュースを手がける（株）ベアフットを設立し代表に就任。現役時代からの東北人魂を持つJ選手の会での活動も続ける他、自身も広島を拠点にサッカー解説などの仕事をこなしている。2023年12月より株式会社ベアフット代表を退任し、執行役員スポーツ事業アドバイザー就任。

## エピソード
- 仙台育英高校サッカー部の同級生には、吉本興業所属のお笑いトリオ・パンサーの尾形貴弘がいた。中島の現役引退発表に際し、尾形はTwitter（現X）上で「高校からすげーいい選手で悔しくてコウジには練習でバチーンと激しくディフェンスしてたの思い出す!! すげーよな!この年まで現役で!! お疲れ様だ!! かっこいいな!コウジ!!!」とコメントを寄せた[9]。
- サンフレッチェ広島入団時に一桁の背番号を提示されたが、「DFの印象が強い」という理由から断っている[10]。加えて、一桁へのこだわりもなかったことから、二桁の35を選択した[10]。

## 人物
家族
長男の永弥は、サンフレッチェ広島ユース～広島皆実高等学校を経て、ポーランドサッカーリーグ１部（エクストラクラサ）GKSピアスト・グリヴィツェの練習に参加、高評価を受け同チームとプロ契約を締結した。セカンドチームからのスタート。
次男の洋太朗は、サンフレッチェ広島ユースに所属、U-16日本代表、U-17日本代表に選出。2023年9月にサンフレッチェ広島トップチームとプロ契約を締結した。父・浩司と同じ背番号35を背負う。

## 個人成績
| 国内大会個人成績 | 国内大会個人成績 | 国内大会個人成績 | 国内大会個人成績 | 国内大会個人成績 | 国内大会個人成績 | 国内大会個人成績 | 国内大会個人成績 | 国内大会個人成績 | 国内大会個人成績 | 国内大会個人成績 | 国内大会個人成績 |
| 年度             | クラブ           | 背番号           | リーグ           | リーグ戦         | リーグ戦         | リーグ杯         | リーグ杯         | オープン杯       | オープン杯       | 期間通算         | 期間通算         |
| 年度             | クラブ           | 背番号           | リーグ           | 出場             | 得点             | 出場             | 得点             | 出場             | 得点             | 出場             | 得点             |
| 日本             | 日本             | 日本             | 日本             | リーグ戦         | リーグ戦         | リーグ杯         | リーグ杯         | 天皇杯           | 天皇杯           | 期間通算         | 期間通算         |
| ---------------- | ---------------- | ---------------- | ---------------- | ---------------- | ---------------- | ---------------- | ---------------- | ---------------- | ---------------- | ---------------- | ---------------- |
| 1996             | B仙台            | 27               | 旧JFL            | 0                | 0                | -                | -                | 0                | 0                | 0                | 0                |
| 1997             | B仙台            | 27               | 旧JFL            | 17               | 1                | 0                | 0                | 1                | 0                | 18               | 1                |
| 1998             | B仙台            | 10               | 旧JFL            | 21               | 1                | 4                | 0                | 4                | 1                | 29               | 2                |
| 1999             | 仙台             | 10               | J2               | 26               | 2                | 2                | 1                | 2                | 1                | 30               | 4                |
| 2000             | 仙台             | 8                | J2               | 19               | 0                | 1                | 0                | 0                | 0                | 20               | 0                |
| 2001             | 仙台             | 8                | J2               | 0                | 0                | 0                | 0                | 0                | 0                | 0                | 0                |
| 2002             | 仙台             | 15               | J1               | 0                | 0                | 0                | 0                | 0                | 0                | 0                | 0                |
| 2003             | 市原             | 15               | J1               | 3                | 0                | 3                | 1                | 3                | 0                | 9                | 1                |
| 2004             | 市原             | 15               | J1               | 16               | 0                | 5                | 0                | 1                | 0                | 22               | 0                |
| 2005             | 千葉             | 15               | J1               | 11               | 1                | 5                | 1                | 2                | 0                | 18               | 2                |
| 2006             | 千葉             | 15               | J1               | 26               | 1                | 4                | 0                | 1                | 0                | 31               | 1                |
| 2007             | 千葉             | 15               | J1               | 27               | 0                | 2                | 0                | 1                | 0                | 30               | 0                |
| 2008             | 千葉             | 15               | J1               | 13               | 0                | 3                | 1                | 1                | 0                | 17               | 1                |
| 2009             | 広島             | 35               | J1               | 30               | 0                | 6                | 1                | 2                | 0                | 38               | 1                |
| 2010             | 広島             | 35               | J1               | 32               | 2                | 4                | 0                | 2                | 0                | 38               | 2                |
| 2011             | 広島             | 35               | J1               | 33               | 2                | 1                | 0                | 2                | 0                | 36               | 2                |
| 2012             | 広島             | 35               | J1               | 2                | 1                | 5                | 0                | 0                | 0                | 7                | 1                |
| 2013             | 広島             | 35               | J1               | 2                | 0                | 0                | 0                | 0                | 0                | 2                | 0                |
| 通算             | 日本             | 日本             | J1               | 195              | 7                | 38               | 4                | 15               | 0                | 248              | 11               |
| 通算             | 日本             | 日本             | J2               | 45               | 2                | 3                | 1                | 2                | 1                | 50               | 4                |
| 通算             | 日本             | 日本             | 旧JFL            | 38               | 2                | 4                | 0                | 5                | 1                | 47               | 3                |
| 総通算           | 総通算           | 総通算           | 総通算           | 278              | 11               | 45               | 5                | 22               | 2                | 345              | 18               |

| 国際大会個人成績 | 国際大会個人成績 | 国際大会個人成績 | 国際大会個人成績 | 国際大会個人成績 | FIFA      | FIFA      |
| 年度             | クラブ           | 背番号           | 出場             | 得点             | 出場      | 得点      |
| AFC              | AFC              | AFC              | ACL              | ACL              | クラブW杯 | クラブW杯 |
| ---------------- | ---------------- | ---------------- | ---------------- | ---------------- | --------- | --------- |
| 2010             | 広島             | 35               | 6                | 0                | -         | -         |
| 2012             | 広島             | 35               | -                | -                | 0         | 0         |
| 2013             | 広島             | 35               | 4                | 0                | -         | -         |
| 通算             | AFC              | AFC              | 10               | 0                | 0         | 0         |

その他の国際公式戦
- 2006年
  - A3チャンピオンズカップ 2試合1得点
- 1999年3月14日 - Jリーグデビュー(J2リーグ・モンテディオ山形戦)
- 1999年3月14日 - J2 初ゴール
- 2005年10月22日 - J1 初ゴール(ヴィッセル神戸戦)

## タイトル

### クラブ
ジェフユナイテッド市原・千葉
- ナビスコカップ：2回（2005年、2006年）

サンフレッチェ広島
- Jリーグ ディビジョン1：2回（2012年、2013年）
- ゼロックススーパーカップ：1回（2013年）